# Pyrgospira
Pyrgospira là một chi ốc biển, là động vật thân mềm chân bụng sống ở biển trong họ Turridae.

## Các loài
Các loài thuộc chi Pyrgospira bao gồm:
- Pyrgospira candace (Dall, 1919)[2]
- Pyrgospira obeliscus (Reeve, 1845)[3]
- Pyrgospira ostrearum (Stearns, 1872)[4]
- Pyrgospira plicosa (Adams C. B., 1850)[5]
- Pyrgospira tampaensis (Bartsch & Rehder, 1939)[6]